# Richard Millet
Pour les articles homonymes, voir Millet.
 (septembre 2024).
Richard Millet, né le 29 mars 1953 à Viam (Corrèze), est un écrivain et éditeur français. Il est l'auteur de plus de quatre-vingts livres.
En 2012, son essai intitulé Langue fantôme, suivi de Éloge littéraire d'Anders Breivik, suscite une polémique littéraire et journalistique, en particulier à la suite de la publication par Annie Ernaux d'une tribune dans Le Monde.

## Biographie
Originaire de Corrèze, de père protestant et de mère catholique, Richard Millet passe une partie de son enfance au Liban (de six à quatorze ans). Il participe à la guerre du Liban en 1975-1976 en tant que volontaire auprès de la communauté chrétienne.
À son retour du Liban, il enseigne les lettres pendant vingt ans comme professeur certifié dans des établissements parisiens avant d'y renoncer pour se consacrer entièrement à l'écriture.

### Écrivain
Romancier et essayiste, il décrit la Corrèze dans de nombreux romans ou récits tels Ma vie parmi les ombres ou La Gloire des Pythre, l’histoire d’une famille sur le plateau de Millevaches. Franz-Olivier Giesbert le présente comme un « porte-parole des humiliés, des offensés, des oubliés de la société ». Il s'attache, dans ses essais, tel Le Sentiment de la langue, à défendre une certaine idée de la littérature.
Millet fonde avec le poète Jean-Michel Maulpoix la revue Recueil en 1984, dans laquelle il signe de nombreux textes, ainsi que quelques chroniques sous le pseudonyme de Marc Fournier. Il est rédacteur en chef de La Revue littéraire de 2015 à février 2019.
En 2005, il est avec Frédéric Beigbeder, Alain Decaux, Mohamed Kacimi, Daniel Rondeau et Jean-Pierre Thiollet, l'un des participants du Salon du livre de Beyrouth et contribue au renouveau de cette manifestation.
Il est l'auteur d'une œuvre abondante, avec un ou deux titres par an environ, qui comporte des romans largement autobiographiques ainsi que d'un Journal qui compte à ce jour cinq tomes.

### Éditeur
Il est directeur littéraire des éditions Balland jusqu'en 2001, date de leur rachat par Denis Bourgeois. Il a été membre du comité de lecture des Éditions Gallimard jusqu'en 2012. À ce titre, il a joué un rôle décisif dans la publication du prix Goncourt 2006, Les Bienveillantes de Jonathan Littell ; en 2011, le prix sera de nouveau attribué à l'un de « ses » auteurs (Alexis Jenni pour L'Art français de la guerre).
En mars 2016, Le Point révèle que Gallimard le licencie après la publication d'un article critique dans lequel il vilipende notamment le style de Maylis de Kerangal, une autrice de la même maison d'édition. Selon L'Obs, cette décision a pu être « la conclusion d’un conflit aigu entre Richard Millet et son employeur, vieux de plusieurs années. »

## L'œuvre

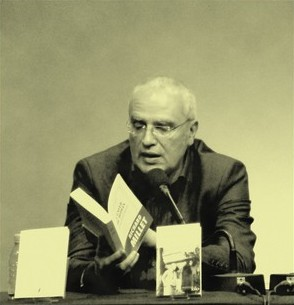
Lecture de Richard Millet au Centre Pompidou en 2010.

Le Temps expose les thèmes principaux de l'œuvre de Richard Millet comme étant « l'autobiographie familiale et la quête d'une vérité intime, la conscience d'être le scribe d'une communauté disparue, le souvenir du traumatisme de la Grande Guerre transmis par les femmes, la présence de la mort comme une basse continue, la beauté vouée au déchirement », ses livres oscillant le plus souvent entre le Liban et son « Limousin natal ».
Quant à Michel P. Schmitt dans Encyclopædia Universalis, il considère que cette œuvre « s'oriente autour de trois tropismes essentiels : la recherche de soi par l'écriture, une méditation sur le passé humain qui se trouve de façon emblématique enfoui dans les terres limousines, et par-dessus tout la vénération de la langue française. »
Ainsi, plusieurs de ses romans ont pour cadre le village de « Siom », pendant littéraire de Viam en Corrèze, notamment dans La Gloire des Pythre, L'Amour des trois sœurs Piale, Lauve le pur, Ma vie parmi les ombres. Plus largement, le plateau de Millevaches, son paysage, son climat, sa situation géographique, l'évolution de la vie de ses habitants au cours du XXe siècle, sont des éléments essentiels au contexte de ses histoires.

### Le rapport à la langue
L'œuvre de Richard Millet se construit autour des thèmes du temps, de la mort, du désir, du mal et de la souffrance. Mais c'est la question du rapport à la langue qui se situe au centre de cette œuvre. Ainsi, pour Thomas Mainguy, 

« son œuvre tient d'abord à un rapport opiniâtre à langue, à la forme, et moins à l'élaboration d'une intrigue narrative. »

Son style se veut l'héritier de la grande prose française, qui va « de Bossuet à Claude Simon ». Entremêlant références religieuses et mots crus, il s'inscrit à la fois dans la tradition catholique et dans une certaine modernité littéraire[Laquelle ?].

### L'essayiste polémiste

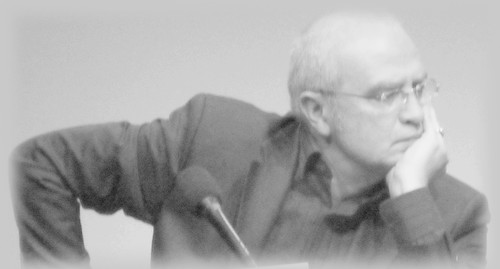
Richard Millet en novembre 2010.

En 2005, dans Le Dernier Écrivain et Harcèlement littéraire, Millet critique les écrivains français contemporains qui méconnaissent les règles de la langue française. Il dénonce aussi la domination du roman policier, de l'heroic fantasy ou de la science-fiction, « sous-genres » qui auraient entraîné, selon lui, une certaine inversion des valeurs. Il s'oppose en cela à Borges pour qui le roman policier serait le digne héritier de la tragédie grecque, mais rejoint José Ortega y Gasset, lequel prétendait que le roman psychologique dépassait en intensité les autres genres. Reprenant à son compte cette position, Millet oppose aux autres genres littéraires une langue foisonnante et riche, à la différence, par exemple, d'un Bernanos qui se moquait bien des genres.
En 2007, dans Désenchantement de la littérature, il fustige une nouvelle fois les manquements des auteurs français contemporains, mais aussi la perte du sentiment religieux en Europe. Il soutient que la France, sans son identité chrétienne, ne serait plus elle-même. Ses positions aussi bien littéraires que religieuses suscitent de nombreuses critiques dans les milieux littéraires, Patrick Kéchichian, du Monde reconnaissant quand même « la cohérence d'une pensée, d'un style ».
Il répond à ses détracteurs dans un livre paru en mars 2008, « pamphlet composé par aphorismes à la manière de Cioran, L’Opprobre. Essai de démonologie, […] qui suscita un demi-scandale pour son supposé racisme, [et où il] livre cet autoportrait, visage de Janus ou de Chimère : "Provincial, catholique, Blanc, hétérosexuel, et recherchant la pureté en toute chose : parfait métèque, Levantin, même, avec quelque chose de la grande cruauté asiatique et de son indifférence à l’Homme". » Le livre est cependant très critiqué. Contrastant avec ces réactions critiques, l'écrivain Philippe Sollers se montre en accord, au moins partiel, avec le constat du Désenchantement.
En 2010, Richard Millet publie L'Enfer du roman, un ensemble de réflexions sur ce qu'il appelle la « postlittérature ». Il y critique sévèrement l'hégémonie du « roman international, insipide, sans style », et lui oppose la solitude de l'écrivain et la recherche du style, possible seulement en plongeant dans les profondeurs de la langue. L'année suivante, il développe ses positions littéraires et sociales dans Fatigue du sens et Arguments d'un désespoir contemporain.
En juin 2011, sur France Culture, il fait scandale en déclarant que « quelqu’un qui à la troisième génération continue à s’appeler Mohammed quelque chose, pour moi, ne peut pas être français. »

#### «Affaire Richard Millet» de 2012
En 2012, il publie chez Pierre-Guillaume de Roux un essai intitulé Langue fantôme, suivi de Éloge littéraire d'Anders Breivik, « dans lequel il s'en prend au multiculturalisme et à la perte de repères identitaires à l'origine, selon lui, du geste du tueur norvégien. Frappé par la "perfection formelle" des actes de Breivik, Richard Millet leur prête une "dimension littéraire" qui aurait été mal comprise et mal interprétée par la presse : d'après lui, seule une littérature qui ose s'intéresser à la question du mal est valable à une époque où le divertissement domine, et donc l'insignifiance. » Tout en condamnant les actes de Breivik, Millet affirme que c'est « sans doute ce que méritait la Norvège et ce qui attend nos sociétés qui ne cessent de s'aveugler » sur « les ravages du multiculturalisme », « l'islamisation de l'Europe » et son renoncement à « l'affirmation de ses racines chrétiennes ». Il considère Anders Breivik comme « tout à la fois bourreau et victime ». Il assimile ce massacre à un nouveau symptôme de l'échec de la littérature, supplantée par le fusil d'assaut.
Une polémique s'ensuit. Annie Ernaux publie dans Le Monde une tribune intitulée « Le pamphlet fasciste de Richard Millet déshonore la littérature », cosignée par plus d'une centaine d'écrivains. J. M. G. Le Clézio qualifie le texte de Millet d'« élucubration lugubre » et de « répugnant ». Le Point juge que Richard Millet « avait du style mais le gâche dans des propos suicidaires ». Il est traité par Les Inrocks de xénophobe, et plus généralement, d'après Le Figaro, les médias l'accusent de racisme et d'apologie du crime. D'aucuns jugent cette publication incompatible avec les fonctions de Millet chez Gallimard,. Le 13 septembre 2012, il annonce sa « démission contrainte » du comité de lecture des éditions Gallimard. C'est un acte symbolique fort, car Richard Millet est désormais exclu du cercle restreint de ceux qui peuvent décider si une œuvre peut être éditée ou non.
L'auteur reçoit le soutien de quelques-uns de ses confrères. En 2013, Muriel de Rengervé publie le récit de ce qu'elle nomme la « mise à mort » de l'écrivain, L'Affaire Richard Millet, où elle défend la liberté souveraine de la littérature. En 2017, Benoît Duteurtre note qu'Annie Ernaux en demandant que Richard Millet ne soit plus édité ni ne puisse éditer les autres et en rassemblant « un bataillon d’auteurs en vue d’obtenir son châtiment » parvint à « accomplir ce qu’on avait rarement vu, même en Union soviétique : une pétition d’écrivains dirigée contre un écrivain ; confrérie rassemblée non par solidarité, mais par la volonté d’éliminer une brebis galeuse ».

### L'expérience de la guerre, témoin d'une biographie phantasmatique
Dans La Confession négative, Richard Millet explique, à travers son double de fiction, comment « il va s'engager aux côtés des chrétiens, moins par conviction que par principe, “ignorant des enjeux réels de cette guerre” [la guerre du Liban] mais persuadé qu'elle seule peut donner à l'écrivain qu'il veut être, sa vérité, encouragé en ce sens par Hemingway, Jünger, Faulkner, Malaparte ou T. E. Lawrence. »

« (Extrait) J'ai dû tuer des hommes, autrefois, et des femmes, des vieillards, peut-être des enfants. Et puis j'ai vieilli. Nous avons vieilli plus vite que les autres. Nous avons dit ce qu'on dit que nul ne peut regarder fixement : le soleil, la souffrance, la mort. De tout ça, je peux parler à peu près librement : ceux qui m'avaient fait jurer de me taire et me menaçaient de mort, si je racontais certaines choses, ceux-là ne sont plus de ce monde, maintenant, et il y a longtemps que j'ai regagné l'Europe où les hommes ne croient plus à rien et où les ormes sont morts de maladie. »

En réalité, le contenu de cet ouvrage, qui est présenté comme un récit et non comme un roman, n'est que l'un des exemples d'une « biographie phantasmatique », qui ici monte en épingle un épisode de la vie réelle de l'auteur : il reconnaît par la suite n'avoir passé que trois à quatre mois au Liban lors de la guerre de 1975-1976, « durant lesquels il lui est arrivé de tirer à l’aveugle des rafales de kalachnikov au-dessus de sacs de sable ».

### La passion pour la musique
Dans son livre Musique secrète, paru en 2004, l'écrivain évoque son goût pour la musique classique. Son père est un musicien amateur, il joue du violon et du piano. Dès l'enfance, Richard Millet est immergé dans une ambiance musicale, de sorte que la musique a toujours été présente dans sa vie. Il joue lui-même du piano et consacre une heure tous les jours à cet instrument. Son père l'inscrit au conservatoire, il fait un séjour linguistique en Angleterre chez le compositeur Peter Burden et rêve de devenir lui-même musicien. Il écrit même un morceau pour piano, une pièce atonale inspirée par la musique de Schönberg, Berg et Webern. Mais il est obligé d'abandonner ses études par répugnance à jouer en public.
Sa vocation est l'écriture. « [Son] amour du beau style n'est pas sans rapport avec la passion vouée à la musique. » Désormais, il écrit ses livres en musicien. Ne pas aimer la musique est pour lui une faute inexcusable. Il a rendu hommage à la musique contemporaine (Pour la musique contemporaine, 2004) et écrit le livret de l'opéra de Marc-André Dalbavie, Gesualdo, créé à Zurich en 2010.
Sa passion apparaît très clairement dans certains de ses livres comme La Voix d'alto, Sibelius : Les Cygnes et le Silence ou La Nouvelle Dolores.

### Positionnement politique et intellectuel
Dans un article des Inrocks publié en 2012, Nelly Kaprièlian reproche à Richard Millet par le biais de ses essais et le succès que ceux-ci rencontrent une « banalisation de l’idéologie d’extrême droite ».

Pour Mohamed Aït-Aarab, Millet est « hanté par la décadence de l’Occident chrétien dont il perçoit les signes un peu partout, aussi bien en littérature que dans les paysages de nos villes et de nos campagnes », écrivant dans Désenchantement de la littérature : 

« Rappelons-nous que nous sommes en guerre, qu’il faut choisir son camp, et que le guerrier et le saint ont un même souci : l’éclat de la vérité – cela même qui sépare la vie de la mort. »

Ivan Jaffrin considère que son œuvre s'inscrit dans la lignée de la droite contre-révolutionnaire et de l'extrême droite et interprète Éloge littéraire d’Anders Breivik comme étant symptomatique d'un moment du temps qui voit une « aggravation de la critique du multiculturalisme, au point de déboucher, désormais, sur un redoutable imaginaire de guerre civile. »
Le présentant comme un « misanthrope un peu autiste […] qui reconnaît avoir toujours mieux vécu en lui-même que dans le monde réel », Franz-Olivier Giesbert dans la Revue des Deux Mondes considère qu'à l'inverse de « tant d’artistes ou d’intellectuels dits "de gauche" » des années 1970-1980, ou qui « fricotaient souvent avec l’extrême gauche », Richard Millet n'a jamais apporté son soutien aux exactions de cette époque (et cela malgré son Éloge littéraire d'Anders Breivik) et que, de ce fait, « on ne peut trouver que disproportionné sinon absurde l’opprobre dont il est accablé. »

## Publications

### Romans, récits, nouvelles
- 1983 : L’Invention du corps de saint Marc, POL, 112 p.
- 1984 : L’Innocence, POL, 139 p.
- 1985 : Sept passions singulières : nouvelles, POL, 176 p.
- 1988 : L’Angélus : récit, POL puis coll. « Folio » (2001), 89 p.
- 1989 : La Chambre d’ivoire, POL puis coll. « Folio » (2001), 107 p.
- 1991 : Laura Mendoza, POL, 87 p.
- 1992 : L’Écrivain Sirieix, POL puis coll. « Folio » (2001), 94 p.
- 1993 : Le Chant des adolescentes : récits, POL, 160 p.
- 1994 : 
  - Un balcon à Beyrouth : récit, La Table Ronde (puis 2005), 248 p.
  - Cœur blanc : nouvelles, POL, 174 p.
- 1995 : La Gloire des Pythre[46], POL puis coll. « Folio » (1997), 379 p.
- 1997 : L’Amour des trois sœurs Piale[47], POL puis coll. « Folio » (1999), 353 p.
- 1998 : Le Cavalier siomois, éditions François Janaud puis La Table Ronde (2004), 89 p.
- 2000 : Lauve le pur, POL puis coll. « Folio » (2001), 378 p.
- 2001 : La Voix d’alto, Gallimard puis coll. « Folio » (2003), 408 p.
- 2003 : 
  - Le Renard dans le nom, Gallimard puis coll. « Folio » (2004), 123 p.
  - Ma vie parmi les ombres, Gallimard puis coll. « Folio » (2005), 700 p. — Prix Nice-Baie-des-Anges 2004
- 2005 : Le Goût des femmes laides, Gallimard puis coll. « Folio » (2007), 233 p.
- 2006 : 
  - Dévorations, Gallimard, 275 p.
  - L’Art du bref : récit, Gallimard, 104 p.
- 2007 : 
  - Petit éloge d'un solitaire, Gallimard, coll. « Folio », 89 p.
  - Corps-en-dessous, éditions Fata Morgana, 47 p.
- 2009 : La Confession négative, Gallimard, 506 p.
- 2010 : 
  - Brumes de Cimmérie : récit, Gallimard, 134 p.
  - Le Sommeil sur les cendres, Gallimard, 156 p.
  - Tarnac : récit, Gallimard, coll. « L'Arpenteur », 82 p.
- 2011 : La Fiancée libanaise, Gallimard, 353 p.
- 2012 :
  - La Voix et l’Ombre, Gallimard, 205 p.
  - Intérieur avec deux femmes : récit, Pierre-Guillaume de Roux, 140 p.
- 2013 :
  - Une artiste du sexe, Gallimard, 230 p.
  - Trois légendes, Pierre-Guillaume de Roux, 86 p.
- 2014 : Sous la nuée, éditions Fata Morgana, 51 p.
- 2015 : Tuer, Léo Scheer, 117 p.
- 2016 :
  - Province, Léo Scheer, 324 p.
  - Jours de lenteur, éditions Fata Morgana, 86 p.
- 2017 : La Nouvelle Dolores, Léo Scheer, 210 p.
- 2019 : Étude pour un homme seul : récit, Pierre-Guillaume de Roux, 111 p.
- 2020 : Humaine comédie, éditions Fata Morgana, 288 p.
- 2021 : La Princesse odrysienne, Aqua Aura, 248 p.
- 2024 :
  - Ozanges, EST - Samuel Tastet éditeur, 128 p.  (ISBN 978-2868180971)
  - L'Entrée du Christ dans la langue française, EST - Samuel Tastet éditeur, 128 p.  (ISBN 978-2868180988)

### Essais
- 1986 :
  - Le Plus Haut Miroir, éditions Fata Morgana, 56 p.
  - Le Sentiment de la langue I, éditions Champ Vallon, 124 p.
- 1987 : Beyrouth[48], Champ Vallon, 101 p.
- 1990 : Le Sentiment de la langue II, Champ Vallon, 140 p.
- 1991 :
  - Accompagnement : lectures, éditions P.O.L, 171 p.
  - Le Sentiment de la langue, I, II, III : mélange, éditions de la Table ronde puis coll. « Petite Vermillon » (2003), 308 p., préface de Yannick Haenel — Prix de l'essai de l'Académie française 1994
- 1996 : L’Amour mendiant : notes sur le désir, P.O.L puis coll. « Petite Vermillon » (2007), 157 p.
- 1998 : Cité perdue : Istanbul, 1967-1995, éditions Fata Morgana, 59 p.
- 2004 : 
  - Fenêtre au crépuscule. Conversation avec Chantal Lapeyre-Desmaison, La Table Ronde, 187 p.
  - Musique secrète, Gallimard, 227 p.
  - Pour la musique contemporaine : chroniques discographiques, Fayard, 317 p.
- 2005 : 
  - Le Dernier Écrivain, éditions Fata Morgana, 36 p.
  - Harcèlement littéraire. Entretiens avec Delphine Descaves et Thierry Cecille, Gallimard, 199 p.
  - Un balcon à Beyrouth[49], suivi de Beyrouth ou la séparation, La Table Ronde, 232 p.
- 2007 : 
  - Place des Pensées. Sur Maurice Blanchot, Gallimard, 88 p.
  - L'Orient désert, Mercure de France, 240 p.
  - Désenchantement de la littérature, Gallimard, 66 p.
- 2008 : L’Opprobre : essai de démonologie, Gallimard, 175 p.
- 2010 : 
  - L’Enfer du roman : réflexions sur la postlittérature, Gallimard, 275 p.
  - Cinq chambres d'été au Liban, éditions Fata Morgana, 43 p.
- 2011 : 
  - Eesti : notes sur l'Estonie, Gallimard, 120 p.
  - Arguments d'un désespoir contemporain : essai, Hermann, 156 p.
  - Fatigue du sens : essai, Pierre-Guillaume de Roux éditions, 153 p. — Prix des Impertinents
- 2012 : 
  - Lettre aux Libanais sur la question des langues, L'Orient des livres, 53 p.
  - De l’antiracisme comme terreur littéraire, Pierre-Guillaume de Roux, 92 p.
  - Langue fantôme, suivi de Éloge littéraire d’Anders Breivik, Pierre-Guillaume de Roux, 119 p.
  - Printemps syrien, Ducasse & Destouches, 8 p.
  - Esthétique de l’aridité, éditions Fata Morgana, 44 p.
- 2013 : L’Être-bœuf, Pierre-Guillaume de Roux, 93 p.
- 2014 :
  - Charlotte Salomon précédé d'une lettre à Luc Bondy, Pierre-Guillaume de Roux, 123 p.
  - Lettre aux Norvégiens sur la littérature et les victimes, Pierre-Guillaume de Roux, 94 p.
  - Le Corps politique de Gérard Depardieu, Pierre-Guillaume de Roux, 122 p.
  - Sibelius : les Cygnes et le Silence, Gallimard, 136 p. — Prix de littérature André-Gide 2015
  - Chrétiens jusqu'à la mort, L’Orient des livres, 53 p.
- 2015 :
  - Solitude du témoin, Léo Scheer, 175 p.
  - Un sermon sur la mort, éditions Fata Morgana, 66 p.
  - Israël depuis Beaufort, Les Provinciales, 120 p.
  - Dictionnaire amoureux de la Méditerranée[50], dessins d'Alain Bouldouyre, Paris, Plon, coll. « Dictionnaire amoureux », 2015, 806 p.
- 2016 : Le Sommeil des objets : notes sur le rebut, Pierre-Guillaume de Roux, 176 p.
- 2017 : Pour Bernard Menez, Léo Scheer, 96 p.
- 2018 :
  - Déchristianisation de la littérature, Léo Scheer, coll. « Variations », 228 p.
  - Cahiers de Damas : Novembre 2015 / Novembre 2017, Léo Scheer, 158 p.
- 2019 :
  - Broch, ou le silence de la peinture, Ventadour, ? p.
  - Huppert et moi, Pierre-Guillaume de Roux, 82 p.
  - Ma sœur vierge Emily Brontë, La guêpine éditions, 56 p.
- 2020 : Français morte suivi de « L'Anti-Millet », Les Provinciales, 170 p.
- 2021 : Paris bas-ventre. Le RER comme principe évacuateur du peuple français, suivi de Éloge du coronavirus, Paris, La Nouvelle Librairie, coll. « Dans l'arène », 109 p.
- 2022 : 
  - Chronique de la guerre civile en France, 2011-2022, Paris, La Nouvelle Librairie éditions, coll. « Dans l'arène », 614 p.
  - La Forteresse : autobiographie 1953-1973, Les Provinciales, 304 p.
- 2024 : Nouveaux Lieux communs : exégèse, exorcisme, Paris, La Nouvelle Librairie éditions, coll. « Dans l'arène », 240 p.

### Journal
- 2018 : Tome 1, 1971-1994, Léo Scheer, 387 p.
- 2019 : Tome 2, 1995-1999, Léo Scheer, 275 p.
- 2020 : Tome 3, 2000-2003, Pierre-Guillaume de Roux, 320 p.
- 2022 : Tome 4, 2003-2011, Les Provinciales, 760 p.
- 2024 : Tome 5, 2011-2019, Les Provinciales, 608 p.

### Livres d'artiste, livres illustrés
- 1996 : Le Ciel de la langue, illustrations de Miguel Buceta, éditions Fata Morgana
- 2000 : Autres jeunes filles, dessins d'Ernest Pignon-Ernest, éditions François Janaud
- 2006 :
  - Sacrifice, sur des photographies de Silvia Seova, L'Archange Minotaure
  - Le Cri, avec des gravures de José San Martin, Azul éditions
- 2008 : 
  - La Muraille de houx, illustrations et mise en page de José San Martin, Azul éditions
  - Autres jeunes filles, illustrations de Sarah Kaliski[51], éditions Fata Morgana
  - La Tête de biche, illustrations de Damien Daufresne, éditions Fata Morgana
- 2009 : « Une Sulamite », dans Inconnues corréziennes : Résonance d'écrivains (collectif), éditions Libel
- 2018 : Rouge-gorge, illustrations de Jean-Gilles Badaire, éditions Fata Morgana, 56 p.

### Théâtre
- 2007 : Tombés avec la nuit, L'Archange Minotaure, coll. « L'Œil du souffleur », 80 p.
- 2011 : Gesualdo, Gallimard, coll. « Le Manteau d'Arlequin », 78 p.

### Extraits
1. ↑  « Il y a dans la langue française un courant profond et puissant – une houle, ai-je envie de dire – qui conjugue les ressources de la prose et de la poésie et qui serait l'un des vecteurs de la modernité. Un courant qui va de Bossuet à Claude Simon, en passant par le cardinal de Retz, Saint-Simon, Chateaubriand, Michelet, Proust, Genet, Gracq, Debord, c'est-à-dire des mémorialistes, des historiens, des romanciers, des penseurs ; une houle qu'on entend aussi dans les grands romans de Hugo, dans la prose piégée de Lautréamont, dans le théâtre de Claudel, dans les versets de Saint-John Perse, et qui a quelque chose à voir avec la dimension oratoire, ou plus simplement orale, de notre langue. »
2. ↑  « Au moment d'entreprendre ce qui pourrait être un Éloge littéraire d'Anders Behring Breivik, je voudrais qu'on garde à l'esprit que je n'approuve pas les actes commis par Breivik, le 22 juillet 2011, en Norvège. »
« Je ne cherche pas à faire de la socio-psychologie politique, je ne suis pas un "expert", et nullement proche de Breivik dont, je le répète, je condamne les actes. »
« Donnerons-nous pour autant raison à Breivik, sous le prétexte que ses victimes n'étaient que de jeunes travaillistes, donc de futurs collaborateurs du nihilisme multiculturel ? Non : dans la perfection de l'écriture au fusil d'assaut, il y a quelque chose qui le mène au-delà du justifiable… »
3. ↑  Cette liste ne figure plus dans les archives électroniques du monde.fr.
4. ↑  « Celui qui ne l’aime pas ne sait non seulement pas vivre mais n’est pas capable de mener cette existence au-delà du temps et peut-être de la vie » in La Forteresse (cité par Franz-Olivier Giesbert, in « Richard Millet : un silence de mort », Revue des Deux Mondes, février 2023, p. 87-89).
5. ↑  « […] mon intolérance au bruit et à la chiennerie humaine, écrit-il, [est] infiniment supérieure à celle de la plupart des gens, à une époque d’ailleurs de plus en plus bruyante, vulgaire, violente » (cité par Franz-Olivier Giesbert, in « Richard Millet : un silence de mort », op. cit.).
6. ↑  « L’écrivain répondit pour sa défense que, dans son texte, il condamnait par deux fois l’action du forcené dont il dressait un portrait peu flatteur. Pour le titre, il plaida l’ironie. Que ce fût le cas ou qu’il s’agît d’une provocation, ce titre était malheureux » (cité par Franz-Olivier Giesbert, in « Richard Millet : un silence de mort », op. cit.).

#### Études critiques
- 2002 : 
  - Sylviane Coyault-Dublanchet, La Province en héritage : Pierre Michon, Pierre Bergounioux, Richard Millet, Genève, Droz, 289 p.
  - Vincent Pélissier, Autour du Grand Plateau (Pierre Bergounioux, Alain Lercher, Jean-Paul Michel, Pierre Michon, Richard Millet), Tulle, éditions des Mille Sources.
- 2007 : Jean-Yves Laurichesse, Richard Millet : L'invention du pays, Amsterdam/New York, Rodopi, 276 p.
- 2008 :
  - Laurent Bourdelas, Du pays et de l'exil : Un abécédaire de la littérature du Limousin, Limoges, Les Ardents Éditeurs.
  - Collectif, Richard Millet : la Langue du roman, sous la direction de Christian Morzewski, Centre de recherche Textes et Cultures, Artois presses université, 180 p.
  - Nayla Tamraz, « La géographie subjective dans quelques romans de Richard Millet » dans Travaux et jours, université Saint-Joseph, numéro 81 (2008-2009), p. 65-73.
- 2009 : Élisabeth Nardout-Lafarge, « La gloire du dernier. De La Gloire des Pythre au cycle romanesque », Études françaises, p. 41-56.
- 2011 : Collectif, « Richard Millet », sous la direction de Jean-Yves Laurichesse, Littératures, n° 63/2010, Presses universitaires du Mirail, 262 p.
- 2012 :
  - Collectif, « Richard Millet : La Gloire des Pythre, Lauve le pur, Ma vie parmi les ombres », dans Christian Morzewski (dir.) Roman 20-50, Presses universitaires du Septentrion, 157 p.
  - Ján Drengubiak, Richard Millet : Du personnel vers l’universel, Prešov, Acta Facultatis Philosophicae Universitatis Prešoviensis, 189 p. (lire en ligne sur unipo.sk)
- 2013 : 
  - Pierre-Louis Ballot. « J. M. G. Le Clézio et l'affaire Richard Millet », Les Cahiers J. .M. G. Le Clézio, La chance de rester femme, 6, p. 151-155, lire en ligne.
  - Muriel de Rengervé, L'Affaire Richard Millet, éditions Jacob-Duvernet ; rééd., éditions Léo Scheer, 2016.
- 2014 :
  - Thierry Discepolo, « À l’abri de la religion littéraire française. L’"affaire Millet" comme erreur d’ajustement d’un consensus hégémonique apolitique », Agone, « Les beaux quartiers de l’extrême droite ».
  - Mohamed Aït-Aarab, « Une lecture de l'Éloge littéraire d'Anders Breivik, de Richard Millet, à la lumière de la littérature pamphlétaire de l'entre-deux guerres » Travaux & documents, Texte et politique, 47, pp.139-146, lire en ligne.
- 2015 :
  - Ivan Jaffrin, « L’affaire Richard Millet ou la critique radicale de la société multiculturelle. Analyse et mise en perspective d’un scandale littéraire, 12 ans après l’affaire Renaud Camus », COnTEXTES, lire en ligne.
  - Jean Meizoz, « Richard Millet, le scénario L.-F. Céline », dans Le Discours "néo-réactionnaire" : transgressions conservatrices, CNRS Éditions, p. 291-305.
  - Collectif, Lire Richard Millet, sous la direction de Mathias Rambaud, Pierre-Guillaume de Roux, 2015, 313 p.
- 2016 : Collectif (Gilbert Pons, Jean-Yves Casanova, Jean-Yves Laurichesse, et al.), Richard Millet, éditions Léo Scheer, coll. « Écrivains d'aujourd'hui », 311 p.
- 2017 : Ania Wroblewski, « Les seuls blancs à Châtelet-les-Halles. Richard Millet, Michel Houellebecq et les limites du nationalisme français », dans Lectures croisées de l’œuvre de Michel Houellebecq, éditions Classiques Garnier, p. 63-78.
- 2018 : 
  - Gisèle Sapiro, Les Écrivains et la politique en France, Seuil, p. 368-379.
  - Achille, E., « Fiction ‘néo-réactionnaire’ avec Richard Millet », Modern & Contemporary France, 26(4), p. 369–379 doi.org.
- 2019 : Vincent Berthelier, « Stylistique du passéisme », Cahiers ERTA, n° 17, lire en ligne, p. 85-99.
- 2022 : Vincent Berthelier, Le Style réactionnaire. De Maurras à Houellebecq, Éditions Amsterdam, (ch. 11, « Tradition et francité : fictions du style chez Richard Millet », pp. 323-346).
- 2023 :
  - Franz-Olivier Giesbert, « Richard Millet : un silence de mort », Revue des Deux Mondes (février), p. 87-89.
  - Laura Laborie, Aspects du primitivisme littéraire : C. F. Ramuz, Claude Simon, Richard Millet, Paris, Lettres modernes Minard, 2023.
- 2024 : Marc Alpozzo, Galaxie Houellebecq (et autres étoiles), Nice-Paris, éditions Ovadia, (« Styliste et pestiféré, entretien avec Richard Millet », partie II, ch. 7), p. 193-198.

#### Revues
- Novembre 1996 : L'Œil de bœuf, no 11
- Mai 2000 : Le Matricule des anges, no 30
- Automne 2001 : La Femelle du requin, no 16
- Novembre 2007 : La Nef, no 187